# كفر حارب
تقع قرية كفر حارب على أطراف مرتفعات الجولان، وتطل على بحيرة طبريا من الشرق.

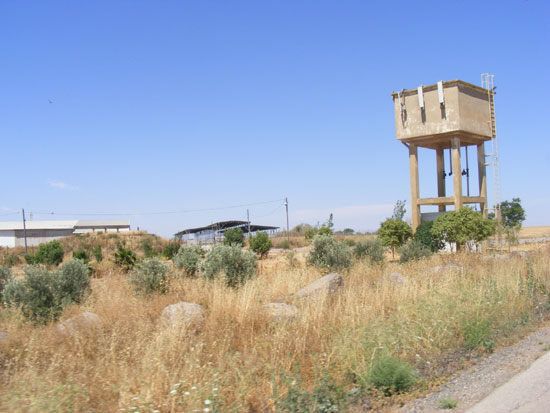
خزان ماء تم تشييده عام 1960

بلغ عدد سكانها 1456 مواطن عام 1960 م. بعد حرب 1967 في حزيران سقطت القرية تحت الاحتلال الإسرائيلي، حيث شرد كل سكانها. وبعد الحرب قامت سلطات الاحتلال بتدمير بيوت القرية وإقامة المستوطنات على أنقاضها.
من القرية تخرج طريق حيث تمتد على بعد 1 كم باتجاه الحمة - فيق. وصفها الرحالة شخومر، في كتابه الذي صدر عام 1888، بقوله: «إن القرية تتألفت من سبعين بيتا، بنيت من الحجارة أو من الطين، ويبلغ عدد سكانها ما يقارب الـ 200 شخصا، موزعين على 40 أسرة، وهم لطيفون وكرماء». وفي القرية خان.
يطل القسم الغربي من القرية على انكسار بازلتي حاد، ومنه يظهر منظر بحيرة طبريا بشكل خلاب. العديد من الينابيع تنبع قرب القرية، تحت الطبقة البازلتية الأولى.   وبالرغم من أن القرية ليست قديمة، إلا أنها تزدهر وخاصة بصناعة العسل، وزراعة السهول الخصبة الممتدة جنوب القرية وحتى اليرموك. في الجنوب من القرية يقف النصب التذكاري للشيخ محمود العجمي، محاطاً بالأشجار الجميلة.
في القرية توجد بعض الآثار والأحجارالكبيرة، التي كانت جزء من بناء كبير في «محل الجمعة»، الأرض مصقولة، وجدران جامع مغطاة بمخطوطات عربية، وعلى عتبة أحد البيوت توجد نقوش أثرية، ونقوش يونانية. جنوب القرية يوجد موقع أثري تناثرت فيه الحجارة، حفرت عليها نقوش عربية. كما توجد غرف مربعة مبنية تحت الأرض من حجارة منقوشة. تبلغ مساحة الغرف 6.5 * 5 قدم وعمقها 5 أقدام، يعتقد أنها كانت قبورا لكنها استخدمت فيما بعد لخزن الحبوب.
كانت «كفر حارب» بالنسبة لموقعها ملاذاً آمناً للثوار من أبناء «فلسطين» أيام الثورة الفلسطينية الأولى في عام 1929م والثورة الثانية عام 1936م حيث كانت تستقبل الثوار وتؤمن لهم العدة والعتاد والسلاح والذخيرة، وفي عام 1948م أصبحت القرية منطلق الجيوش العربية باتجاه تحرير «فلسطين» وشهدت أقسى المعارك وبعد إقرار الهدنة في العام 1949م أصبحت القرية كما باقي قري الجبهة السورية الخط الأول في مواجهة العدو الصهيوني فلا تكاد تغيب شمس يوم من الأيام إلا وشهدت مناوشات أو معركة محدودة مع الجانب الإسرائيلي.
أول مدرسة حكومية وجدت فيها في عام 1936م ولم تستمر هذه المدرسة طويلاً حيث حل محلها الكتاب والشيخ الذي يعلم القراءة والكتابة وخاصة القرآن الكريم وتخرج من هذا الكتاب معظم أبناء القرية من ذلك الجيل، وافتتحت مدرسة حكومية مجدداً في العام 1946م مع فجر الاستقلال ولكنها اقتصرت على المعلم الوحيد وحتى الصف الثاني الابتدائي حيث كان أبناء القرية يتابعون تحصيلهم الابتدائي في مدرسة مدينة «فيق» التي تستقبل الطلاب حتى الصف الخامس الابتدائي. وفي مطلع الخمسينات وجدت فيها مدرسة ابتدائية مختلطة، وعام 1966 استحدثت مدرسة ابتدائية خاصة بالإناث.
قد خدمت القرية بختلف أنواع الخدمات آنذاك، ولاسيما الكهرباء والماء، حيث زودت بالمياه من نبعي عين ذكر والجوخدار، كما تم ربطها بطريق معبد نحو الحمة وقرى فيق، والعال وسكوفيا وغير ذلك من القرى.
وبلغ عدد سكان القرية بتاريخ النزوح عام 1967م /2041/ نسمة وبلغ عددهم في إحصائية عام 2009م حوالي /12000/ نسمة